# Reb Brown

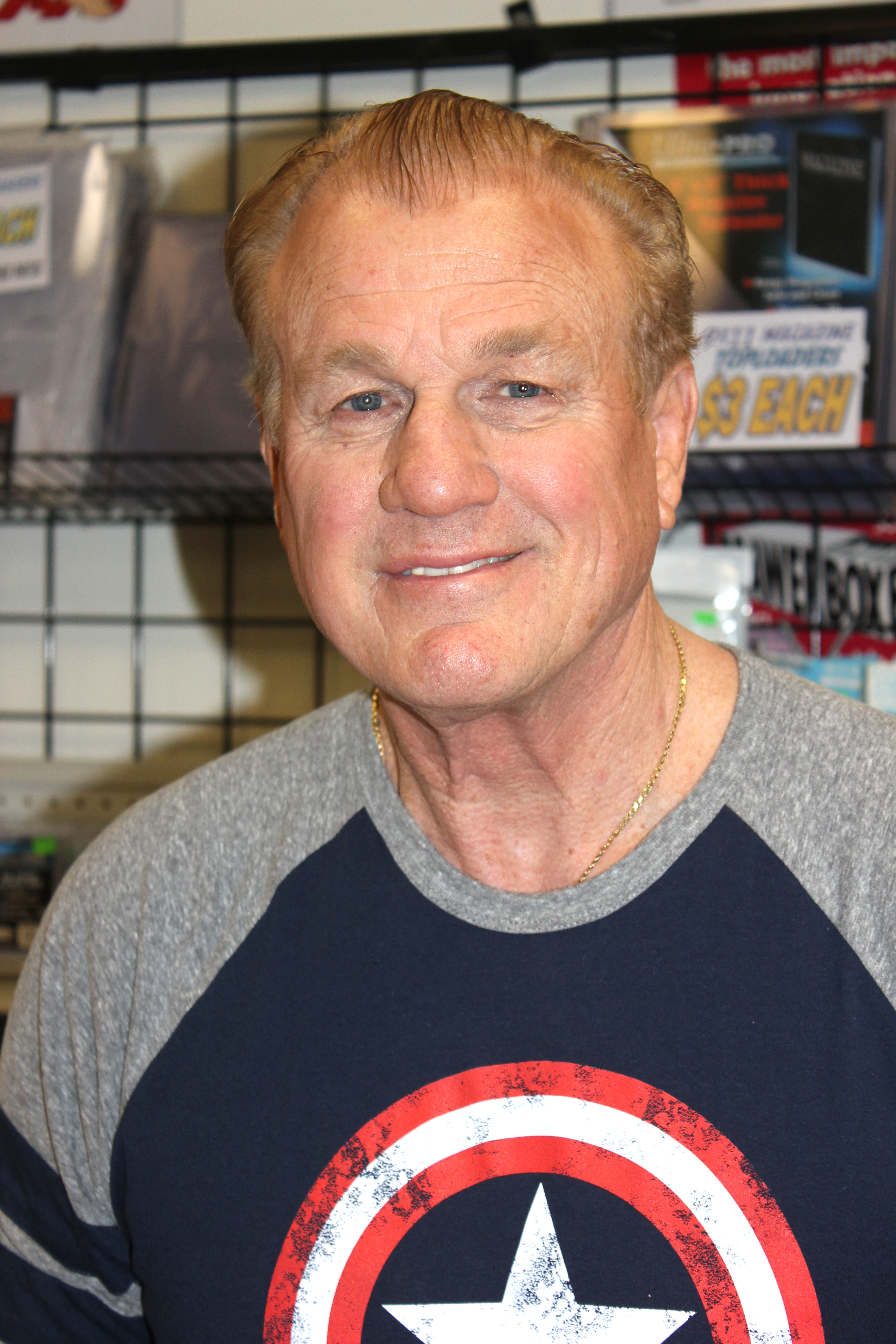
Reb Brown, 2018

Robert „Reb“ Brown (* 29. April 1948 in Los Angeles) ist ein US-amerikanischer Schauspieler.

## Leben
In seiner Jugend spielte er American Football an der University of Southern California in Los Angeles, war kurzzeitig Hilfssheriff in seiner Heimatstadt und boxte als Profi im Olympic Auditorium mit 191 cm Körperlänge im Schwergewicht, wobei er 14 Kämpfe gewann und nur einen verlor. 1973 begann er dann seine Filmkarriere in dem Kinofilm Sssnake Kobra.
Daraufhin spielte er in Gastrollen einiger populären Fernsehserien mit, unter anderem in Dr. med. Marcus Welby, Kojak – Einsatz in Manhattan und Detektiv Rockford – Anruf genügt. Auf die Leinwand kehrte er in der Rolle des „Enforcer“ in dem Spielfilm Tag der Entscheidung (1978) zurück.
Weitere Rollen in Film- und Fernsehformaten folgten wie in den zwei Filmen Cage und Cage II, Captain America, Robowar, Die verwegenen Sieben (1983), Das Tier II (1985) oder auch Space Mutiny (1988). In vielen dieser actionreichen Filme spielte auch der Vietnamkrieg eine Rolle.
1983 spielte er die Hauptrolle in dem Film Einer gegen das Imperium und als einziger Weißer im Basketballfilm Fast Break im Jahre 1979. In der dritten Staffel von Miami Vice in der Folge Ein Mann geht seinen Weg spielte er den Rocker Reb Gustafson, der den Tod seines Freundes rächen will.
Verheiratet ist Brown mit der Schauspielerin Cisse Cameron, die er bei seinen Dreharbeiten kennengelernt hatte.

## Filmografie (Auswahl)
- 1973: Sssnake Kobra (Ssssss)
- 1973–1974: Dr. med. Marcus Welby (Marcus Welby, M.D., Fernsehserie, 2 Folgen)
- 1978: Tag der Entscheidung (Big Wednesday)
- 1979: Die Chance seines Lebens (Fast Break)
- 1979: Captain America
- 1979: Captain America II: Death Too Soon
- 1983: Einer gegen das Imperium (Il mondo di Yor)
- 1983: Die verwegenen Sieben (Uncommon Valor)
- 1985: Das Tier II (Howling II: Stirba – Werewolf Bitch)
- 1987: Cobra Force (Strike Commando)
- 1987: Miami Vice, Folge: Ein Mann geht seinen Weg.
- 1988: Space Mutiny